# Ribeirão Preto
Ribeirão Preto è una città del Brasile nello Stato di San Paolo, parte della mesoregione di Ribeirão Preto e della microregione omonima.
Ribeirão Preto è l'ottavo comune più grande dello Stato, con un superficie di 650,9 km² e una popolazione stimata di 720.216 abitanti nel 2021 e un'area metropolitana di 1.178.910 abitanti.
La città è nata intorno al 1856, sviluppandosi nei decenni successivi come centro agricolo. Il caffè è stato la fonte di reddito primaria fino al 1929, quando ha perso valore rispetto al settore industriale. Nella seconda metà del XX secolo, gli investimenti nei settori del medicale, delle biotecnologie, delle bioenergie e delle tecnologie dell'informazione hanno fatto sì che la città fosse dichiarata Centro Tecnologico nel 2010.

## Geografia
Ribeirão Preto è situata a 313 km a nord-est di San Paolo, nel nord-est dello stato di San Paolo.

## Storia
Il comune fu fondato il 19 giugno 1856. La sua popolazione era composta inizialmente da contadini e schiavi africani provenienti da altre zone di San Paolo, soprattutto da Mogi Mirim e São Simão, e da Minas Gerais in cerca di terre con buoni pascoli. L'insediamento sorse vicino a un ruscello chiamato Ribeirão Preto, da cui prese il nome. Il terreno fertile della regione di Ribeirão Preto permetteva un'elevata produttività delle colture.
Inizialmente le principali attività rurali erano i pascoli, il bestiame e l'agricoltura di sussistenza. Negli anni '70 del XIX secolo, a Ribeirão Preto fu avviata la coltivazione del caffè. Il rapido sviluppo della coltivazione del caffè portò ricchezza e progresso alla città, che negli anni Ottanta del XIX secolo era diventata il maggior produttore di caffè al mondo. Il caffè, chiamato anche "oro verde", provocò una "corsa all'oro" nella regione, che attirò lavoratori e persone avventurose da molte parti del mondo. Questo movimento fu favorito dalla nuova Ferrovia Mogiana, che collegava Ribeirão Preto a San Paolo e alla città portuale di Santos, e dall'abolizione della schiavitù in Brasile nel 1888. La fine della schiavitù creò un forte mercato per la manodopera e i "baroni del caffè", come venivano chiamati i coltivatori di caffè, stimolarono anche l'immigrazione. Gli immigrati provenienti dall'Europa (in primis dall'Italia, ma anche da Portogallo, Spagna e Germania) e dal Giappone si sono stabiliti nelle piantagioni di caffè di Ribeirão Preto e delle città vicine. Alcuni degli immigrati, soprattutto gli italiani, si stabilirono nel "Núcleo Colonial Antonio Prado" (Nucleo Coloniale Antonio Prado), creato dal governo nel 1897. Questo nucleo diede origine a molti dei quartieri settentrionali e orientali di Ribeirão Preto. In seguito, dopo il crollo del mercato azionario del 1929, alcuni immigrati acquistarono le fattorie dai loro ex datori di lavoro che impoveriti.

## Società
Il boom dell'economia legato alla produzione del Pro-Álcool, negli ultimi 20 anni, ha portato ad una crescita demografica improvvisa e incontrollata.

## Cultura

### Istruzione

#### Musei
- Museo d'Arte di Ribeirão Preto
- Casa della Memoria Italiana
- Museo della Seconda Guerra Mondiale

### Teatri
- Teatro Dom Pedro II
- Teatro Municipale

### Polo tecnologico
Ribeirão Preto è stata dichiarata dal governo brasiliano "polo tecnologico" per cui vedrà svilupparsi ulteriormente negli aspetti dell'innovazione e della ricerca scientifica.

## Economia
L'economia cittadina è da sempre legata alla produzione agricola, fiorente in questa zona, e in particolare alla canna da zucchero, legata alla produzione del sempre più diffuso Pro-Álcool, combustibile alternativo ai derivati del petrolio.

## Infrastrutture e trasporti
La principale via d'accesso a Ribeirão Preto è l'autostrada BR-050 che unisce Brasilia a San Paolo.
La città è servita dall'aeroporto di Ribeirão Preto.

## Sport
Le principali società calcistiche cittadine sono il Comercial e il Botafogo.

## Amministrazione

### Gemellaggi
Ripa Teatina